# أحمد العوفي
أحمد العوفي لاعب كرة قدم سعودي في خط الوسط من مواليد مدينة جدة 15 يناير 1992.

## مسيرة اللاعب
بدأ مع النادي الأهلي اعارة الأهلي في في صيف 2015 أعاره إلى نادي الفتح و بعد عودته من الإعارة من الفتح وقع مخالصة مالية مع النادي الأهلي و وقع بعدها مع الإتحاد و لعب بعدها مع نادي أحد ونادي العدالة.

## وصلات خارجية
- أحمد العوفي على موقع Soccerway.com (الإنجليزية)